# Moonlight Cloud
Moonlight Cloud (5 mars 2008- ) est un cheval de course qui participe aux courses hippiques de plat. Née en Angleterre, propriété de son éleveur George Strawbridge, elle est entraînée par Freddy Head et montée par Thierry Jarnet. 

## Carrière de courses
Après deux courses victorieuses à 2 ans, Moonlight Cloud ne parvient pas à justifier son statut de favorite du Prix Jean-Luc Lagardère, qu'elle dispute audacieusement aux mâles. De même, elle échoue à 3 ans dans les 1000 Guinées, mais se révèle sur des distances un peu plus courtes que le mile, et s'impose pour la première fois au niveau Groupe 1 dans le Prix Maurice de Gheest. L'année suivante, elle réalise peut-être la plus belle performance de sa carrière à Ascot dans les Diamond Jubilee Stakes, où elle manque de peu la victoire contre l'exceptionnelle championne australienne Black Caviar, qui restera invaincue en 25 courses. Ce même été, elle conserve son titre dans le Prix Maurice de Gheest avant de terminer quatrième, malheureuse, dans le Prix Jacques Le Marois pour son retour sur le mile. Restée sur cette distance, elle s'impose dans un nouveau Groupe 1 à l'occasion du Prix du Moulin de Longchamp, avant une tentative infructueuse dans la Breeders' Cup Mile remportée par le grand champion américain Wise Dan. 
Restée à l'entraînement à 5 ans et toujours compétitive à l'image d'une autre championne entraînée par Freddy Head, Goldikova, elle crée la sensation en réalisant un triplé dans le Prix Maurice de Gheest, imitant en cela Marchand d'Or, autre champion de vitesse entraîné par… Freddy Head. Une semaine plus tard, elle tente à nouveau de réaliser le doublé inédit Prix Maurice de Gheest-Prix Jacques Le Marois, face à une opposition exceptionnelle, avec les champions Intello (Prix du Jockey Club, futur troisième de l'Arc), Dawn Approach (2000 Guinées, St James's Palace Stakes, Dewhurst Stakes) et Elusive Kate (Falmouth Stakes, Prix Marcel Boussac, double lauréate du Prix Rothschild). Bien moins malchanceuse que l'année précédente, elle s'impose de justesse dans ce qui est la course sur le mile la plus relevée de l'année en Europe, en s'appropriant là encore le record de l'épreuve. Pour sa dernière course en France, elle laisse une impression formidable dans le Prix de la Forêt, passant de la dernière place à la première en quelques foulées. Fin 2013, elle est élue meilleur cheval d'âge en Europe. En janvier 2014, son entourage annonce la fin de la carrière de Moonlight Cloud, qui sera promise comme poulinière à l'étalon-star Galileo.

### Résumé de carrière
| Date         | Hippodrome       | Pays        | Course                          | Statut      | Distance    | Jockey      | Place       | Écart       | Vainqueur ou deuxième | Temps       |
| 2010, 2 ans  | 2010, 2 ans      | 2010, 2 ans | 2010, 2 ans                     | 2010, 2 ans | 2010, 2 ans | 2010, 2 ans | 2010, 2 ans | 2010, 2 ans | 2010, 2 ans           | 2010, 2 ans |
| ------------ | ---------------- | ----------- | ------------------------------- | ----------- | ----------- | ----------- | ----------- | ----------- | --------------------- | ----------- |
| 15 août      | Deauville        | France      | Prix de la Motte Sassy          | Maiden      | 1 300 m     | D. Bonilla  | 1er / 14    | 2 ½         | Putyball              | 1'22"10     |
| 9 septembre  | Longchamp        | France      | Prix des Mélèzes                | Course B    | 1 400 m     | D. Bonilla  | 1er / 6     | 6           | Turn of Phrase        | 1'27"90     |
| 3 octobre    | Longchamp        | France      | Prix Jean-Luc Lagardère         | Gr. 1       | 1 400 m     | D. Bonilla  | 4e / 9      | 3 ½         | Wootton Bassett       | 1'23"00     |
| 2011, 3 ans  |                  |             |                                 |             |             |             |             |             |                       |             |
| 7 avril      | Maisons-Laffitte | France      | Prix Imprudence                 | Gr. 3       | 1 400 m     | D. Bonilla  | 1er / 11    | 2           | Helleborine           | 1'26"10     |
| 1er mai      | Newmarket        | Royaume-Uni | 1000 Guineas                    | Gr. 1       | 1 600 m     | D. Bonilla  | 7e / 18     | 9 ½         | Blue Bunting          | 1'39"27     |
| 4 juin       | Longchamp        | France      | Prix du Palais-Royal            | Gr. 3       | 1 400 m     | D. Bonilla  | 2e / 8      | 1 ½         | Sahpresa              | 1'19"20     |
| 2 juillet    | Longchamp        | France      | Prix de la Porte-Maillot        | Gr. 3       | 1 400 m     | Th. Jarnet  | 1er / 11    | tête        | African Story         | 1'20"23     |
| 7 août       | Deauville        | France      | Prix Maurice de Gheest          | Gr. 1       | 1 300 m     | Th. Jarnet  | 1er / 13    | 4           | Society Rock          | 1'16"40     |
| 15 octobre   | Ascot            | Royaume-Uni | British Champions Sprint Stakes | Gr. 2       | 1 200 m     | Th. Jarnet  | 5e / 16     | 3 ¾         | Deacon Blues          | 1'12"55     |
| 2012, 4 ans  |                  |             |                                 |             |             |             |             |             |                       |             |
| 2 juin       | Longchamp        | France      | Prix du Palais-Royal            | Gr. 3       | 1 400 m     | Th. Jarnet  | 1er / 15    | 2           | So Long Malpic        | 1'19"31     |
| 23 juin      | Ascot            | Royaume-Uni | Diamond Jubilee Stakes          | Gr. 1       | 1 200 m     | Th. Jarnet  | 2e / 14     | tête        | Black Caviar          | 1'14"10     |
| 5 août       | Deauville        | France      | Prix Maurice de Gheest          | Gr. 1       | 1 300 m     | Th. Jarnet  | 1er / 13    | 5           | Wizz Kid              | 1'15"50     |
| 12 août      | Deauville        | France      | Prix Jacques Le Marois          | Gr. 1       | 1 600 m     | Th. Jarnet  | 4e / 11     | 1 ¾         | Excelebration         | 1'34"60     |
| 16 septembre | Longchamp        | France      | Prix du Moulin de Longchamp     | Gr. 1       | 1 600 m     | Th. Jarnet  | 1er / 4     | tête        | Farhh                 | 1'38"90     |
| 3 novembre   | Santa Anita      | États-Unis  | Breeders' Cup Mile              | Gr. 1       | 1 600 m     | Th. Jarnet  | 8e / 9      | 6 ¼         | Wise Dan              | 1'31"78     |
| 2013, 5 ans  |                  |             |                                 |             |             |             |             |             |                       |             |
| 6 juillet    | Longchamp        | France      | Prix de la Porte-Maillot        | Gr. 3       | 1 400 m     | Th. Jarnet  | 1er / 10    | 2 ½         | Amarillo              | 1'20"43     |
| 4 août       | Deauville        | France      | Prix Maurice de Gheest          | Gr. 1       | 1 300 m     | Th. Jarnet  | 1er / 14    | 1 ¾         | Lethal Force          | 1'14"33     |
| 11 août      | Deauville        | France      | Prix Jacques Le Marois          | Gr. 1       | 1 600 m     | Th. Jarnet  | 1er / 13    | cte tête    | Olympic Glory         | 1'33"39     |
| 6 octobre    | Longchamp        | France      | Prix de la Forêt                | Gr. 1       | 1 400 m     | Th. Jarnet  | 1er / 11    | 3           | Gordon Lord Byron     | 1'21"08     |
| 9 décembre   | Sha Tin          | Hong Kong   | Hong Kong Mile                  | Gr. 1       | 1 600 m     | Th. Jarnet  | 6e / 14     | 3 ½         | Glorious Days         | 1'33"60     |

## Au haras
En 2015, Moonlight Cloud donne son premier produit, Pirate's Gold, un mâle par Galileo, qu'elle retrouve l'année suivante pour donner un deuxième poulain, Fresno, avant une pouliche par Dubawi. Par la suite, elle rencontre alternativement l'un et l'autre étalon, puis une autre vedette de l'élevage, Sea The Stars, mais aucun de ses rejetons n'a pu se mettre en évidence.

## Origines
Moonlight Cloud est par le top étalon Invincible Spirit, l'un des meilleurs continuateurs de Green Desert au haras. Sa mère, Ventura,  a également donné Cedar Mountain (Galileo), deuxième d'un Groupe 2 aux États-Unis. Ventura appartient à la brillante famille de la matrone Américaine Margarethen (Tulyar, 1962). Margarethen a remarquablement tracé au haras via deux de ses filles, d'une part la championne Trillion, mère d'une autre jument de légende, Triptych, d'autre part Doff The Derby, exceptionnelle poulinière, mère entre autres du crack Generous et de la grand-mère de Moonlight Cloud, Wedding Bouquet, placée des National Stakes et des Phoenix Stakes. 

### Pedigree
| Origines de Moonlight Cloud (GB), jument baie née en 2008 | Origines de Moonlight Cloud (GB), jument baie née en 2008 | Origines de Moonlight Cloud (GB), jument baie née en 2008 | Origines de Moonlight Cloud (GB), jument baie née en 2008 |
| --------------------------------------------------------- | --------------------------------------------------------- | --------------------------------------------------------- | --------------------------------------------------------- |
| Père Invincible Spirit b. 1997                            | Green Desert b. 1983                                      | Danzig b. 1977                                            | Northern Dancer                                           |
| Père Invincible Spirit b. 1997                            | Green Desert b. 1983                                      | Danzig b. 1977                                            | Pas de Nom                                                |
| Père Invincible Spirit b. 1997                            | Green Desert b. 1983                                      | Foreign Courier b. 1979                                   | Sir Ivor                                                  |
| Père Invincible Spirit b. 1997                            | Green Desert b. 1983                                      | Foreign Courier b. 1979                                   | Courtly Dee                                               |
| Père Invincible Spirit b. 1997                            | Rafha b. 1987                                             | Kris ch. 1976                                             | Sharpen Up                                                |
| Père Invincible Spirit b. 1997                            | Rafha b. 1987                                             | Kris ch. 1976                                             | Doubly Sure                                               |
| Père Invincible Spirit b. 1997                            | Rafha b. 1987                                             | Eljazzi b. 1981                                           | Artaius                                                   |
| Père Invincible Spirit b. 1997                            | Rafha b. 1987                                             | Eljazzi b. 1981                                           | Border Bounty                                             |
| Mère Ventura b. 1998                                      | Spectrum b. 1992                                          | Rainbow Quest b. 1981                                     | Blushing Groom                                            |
| Mère Ventura b. 1998                                      | Spectrum b. 1992                                          | Rainbow Quest b. 1981                                     | I Will Follow                                             |
| Mère Ventura b. 1998                                      | Spectrum b. 1992                                          | River Dancer b. 1983                                      | Irish River                                               |
| Mère Ventura b. 1998                                      | Spectrum b. 1992                                          | River Dancer b. 1983                                      | Dancing Shadow                                            |
| Mère Ventura b. 1998                                      | Wedding Bouquet b. 1987                                   | Kings Lake b. 1978                                        | Nijinsky                                                  |
| Mère Ventura b. 1998                                      | Wedding Bouquet b. 1987                                   | Kings Lake b. 1978                                        | Fish-Bar                                                  |
| Mère Ventura b. 1998                                      | Wedding Bouquet b. 1987                                   | Doff the Derby b. 1981                                    | Master Derby                                              |
| Mère Ventura b. 1998                                      | Wedding Bouquet b. 1987                                   | Doff the Derby b. 1981                                    | Margarethen (famille 4-n)                                 |